# Струсі

варіант гербу Корчак

Струсі (пол. Strusiowie) — шляхетський рід в Польському Королівстві, згодом Речі Посполитій. Рід походить з Коморова (тоді Белзьке князівство). У документах представники роду згадуються як Струсі з Коморова (наприклад, Миколай Струсь з Коморова). Пізніше перенеслися на Поділля, зокрема, родинне містечко Струсів, назване на їхню честь.
Михайло Грушевський називав їх спольщеним українським родом.
Бартош Папроцький — автор книги «Герби польського лицарства» — писав: «Вони вийшли з Белзького воєводства, багато їх з того дому були забиті, боронячи кордони Королівства». Чоловіки цього роду відзначалися у різних війнах. За підрахунками Адама Бонецького, 24 Струсі померли не своєю смертю, а полягли на полях битв (на основі праці Бартоша Папроцького «Гніздо цноти» (пол. Gniazdo cnoty)).
В «Анналах» С. Сарніцького, виданих 1587 року, записано під 1506 роком елегію про двох представників роду Струсів (Єжи та Щенсни), котрі загинули у битві проти волохів:
|  | …два брати Струси, войовничі і відважні юнаки, загинули, оточені і стиснуті волохами. Про них ще й тепер співають елегії, які українці називають думами, тужливим голосом, відтворюючи рухами співаючих, які рухаються то в один, то в другий бік, те, про що співається, і навіть селянська юрба, час від часу граючи на дудках жалібні мелодії, наслідує те ж саме |

Герб роду — герб Корчак.

## Представники роду
- Ян (Іван) Струсь (? — 1518) — староста Хмільника, ротмістр оборони поточної.
- Якуб Струсь (1490—1520) — одружився близько 1510 року. Дружина — Малгожата Кердей з Оринина. Загинув 1520 року у битві під Вороновом. Якуб Струсь — батько Станіслава Струся. На честь Якуба Струся був складений жалобний вірш «Плачі Якубові Струсові, старості Хмільницькому, загиблому за вітчизну від рук татар, з жалем написані» (автор М.Коберницький):

|  | Геть відійди від мене, веселий лютнисте, А підійди до мене з кобзою, жалібний кобзарю. Зіграй мені думу смутну про загиблого Струся… Починайте про нього пісні, нехай його слава Про вічні часи ніде не загине» |

- Юрій[4] (Григорій) Струсь — загинув у битві з татарами 1506 р., був похований у Латинській катедрі Львова;[5] інша версія: волоський воєвода Богдан наказав стратити взятого в полон[6]

- Станіслав Струсь — (1516/1521 − 1571) — староста Хмільника, ротмістр оборони поточної, кам'янецький ловчий. Загинув у битві з татарами. Дружина — з роду Вільчеків, герб Порай.
  - Якуб Струсь (1555?-1589) — народився у Кам'янці-Подільському. Був хмільницьким старостою (тепер місто Хмільник). Дружина — Барбара Потоцька (донька коронного стражника Миколая Потоцького).
  - Миколай Струсь — останній Струсь чоловічої статі. Помер 1627 року, залишивши після лише двох доньок — Кристину (Гелену) і Зофію. Дружина Зофія Струсь (Ожеховська). Стала дружиною Миколая 1599-го року.
  - Юрій Струсь (15?-1605) — староста брацлавський, вінницький і звенигородський, каштелян галицький. Був одним з керівників польських військ під час придушення повстання Северина Наливайка.[7] Дружина — Марися Лущевська. Мав доньку Ельжбету Струсь.
    - Ельжбета Струсь (Калиновська) (1588-?) — донька Юрія (Єжи) Струся, дружина Валентія Александра Калиновського[8]. Один з її синів, Адам Калиновський, одружився з Кристиною Струсь. Всього народила 7-х дітей.
- Єнджей Струсь — староста бендзинський, депутат Коронного трибуналу 1712 р.
- Фелікс (Щасний) Струсь — брат Юрія (Григорія[5]), військовик, загинув у бою проти волохів воєводи Богдана[9] похований разом з братом у Латинській катедрі Львова[5]
- Миколай Павло — підчаший велюнський
- Христина (Гелена) Струсь (близько 1605—1647) — тричі одружена, дітей не мала.
- Софія Струсь — дружина шляхтича Якуба з роду Сененських[10].
- Софія Струсь(?-?) — перший чоловік Бенедикт Гулевич, луцький земський писар, брат Галшки Гулевичівни. Загинув 1613 року, після чого Софія вступила в шлюб вдруге.[джерело?]

## Цікаві факти
- Окрім Струсова, назву від родинного прізвища мало селище Струсьгород[11] — тепер смт. Буки на Черкащині.
- Роду Струсів присвячена трагедія у віршах «Струсі» (Strusiowie, 1848 р.) польського письменника Станіслава Пілята (пол. Stanisław Pilat).
- З Коморова походить також рід Коморовських, котрі теж належать до гербу Корчак.